# 鈴木理生
鈴木 理生（すずき まさお、1926年5月9日 - 2015年3月4日）は、日本の歴史学研究者・歴史学者である。本名は鈴木昌雄。江戸を対象にした歴史研究をすすめ、地質学や考古学の知見をも活かした実証的な都市史研究をおこなった。とくに、徳川家康が幕府を開く以前の江戸について、あらたな歴史像を提示した。

## 経歴
法政大学高等師範部を卒業、東京都職員となる。
千代田図書館に1986年まで勤務したのち、東京都市史研究所理事、東京地縁社会史研究所理事などを歴任した。
編纂に携わった東京都中央区立京橋図書館編『中央区沿革図集－月島篇』（東京都中央区立京橋図書館・東京都中央区教育委員会、1994年3月）、同編『中央区沿革図集－日本橋篇』（東京都中央区立京橋図書館・東京都中央区教育委員会、1995年3月）、同編『中央区沿革図集－京橋編』（東京都中央区立京橋図書館・東京都中央区教育委員会、1996年3月）で、地名文化賞を受賞。
2015年3月4日、肺癌のため死去。88歳没。

## 著書
- 『江戸と江戸城－家康入城まで』新人物往来社、1975年
- 『江戸と城下町－天正から明暦まで』新人物往来社、1976年
- 『江戸の川・東京の川』放送ライブラリー、日本放送出版協会、1978年、井上書院、1989年
- 『千代田区の歴史』東京ふる里文庫、名著出版、1978年
- 『明治生れの町神田三崎町』青蛙房、1978年
- 『江戸の都市計画』（都市のジャーナリズム）三省堂、1988年。ちくま学芸文庫、2024年4月
- 『幻の江戸百年』ちくまライブラリー、筑摩書房、1991年。改題『江戸はこうして造られた』ちくま学芸文庫、2000年 ISBN 978-4-480-08539-9
- 『家主さんの大誤算－地主・家主の役割からみた、江戸東京の住まいと暮らし。』三省堂選書、1992年
- 『多摩・東京－その百年』（『多摩歴史叢書』）たましん地域文化財団、1993年
- 『江戸のみちはアーケード』青蛙房、1997年
- 『江戸商家と地所－江戸草分け町家の存続と守成』青蛙房、2000年
- 『江戸の町は骨だらけ』桜桃書房、2002年。ちくま学芸文庫、2004年 ISBN 978-4-480-08871-0
- 『川を知る事典－日本の川・世界の川』日本実業出版社、2003年
- 『大江戸の正体』三省堂、2004年　ISBN 978-4-385-36028-7
- 『江戸の橋』三省堂、2006年。角川ソフィア文庫、2008年
- 『お世継ぎのつくりかた－大奥から長屋まで江戸の性と統治システム』筑摩書房、2006年。ちくま学芸文庫、2010年
- 『江戸・東京の地理と地名－「町」から「街」へ－時を超えた東京散歩－スーパービジュアル版』日本実業出版社、2006年 ISBN 978-4-534-04136-4

## 編著・監修
- 『東京の地理がわかる事典－読む・知る・愉しむ』日本実業出版社、1999年
- （小沢健志と共同監修）『古写真で見る江戸から東京へ－保存版』世界文化社、2001年
- 『東京の地名がわかる事典－読む・知る・愉しむ』日本実業出版社、2002年
- 『〈図説〉江戸・東京の川と水辺の事典』柏書房、2003年

## 論文
- Cinii

## 注
1. ↑  『現代物故者事典2015～2017』（日外アソシエーツ、2018年）p.317
2. ↑  『現代日本人名録』
3. ↑  おくやみ 鈴木理生氏＝都市史研究者 読売新聞 2015年3月5日